# 六道木白粉菌
六道木白粉菌（学名：Erysiphe abeliae）是属于白粉菌目白粉菌科白粉菌属的一种真菌，寄生在六道木属植物上。该种分布于中国。